# حق الموت

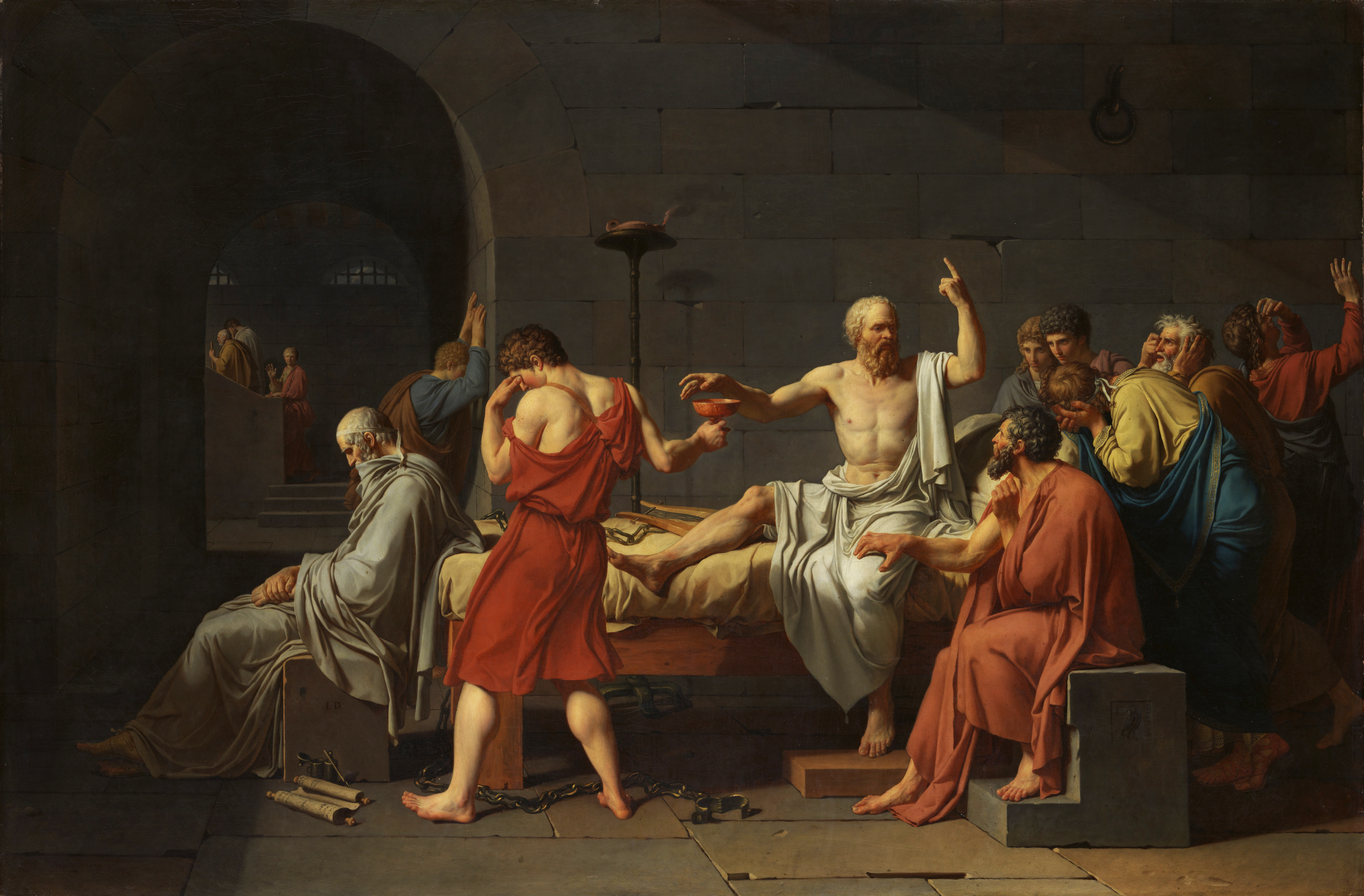

إن حق الموت مفهوم يستند إلى الرأي القائل بأنّ الإنسان يحقّ له إنهاء حياته الخاصّة أو الخضوع للقتل الرحيم الاختياري. غالباً ما يُفهم من امتلاك هذا الحق أنّه يعني وجوب السماح لشخصٍ مصابٍ بمرض عضال مثلاً، ولا يرغب بالاستمرار بالعيش؛ بقتل نفسه وإنهاء حياته أو «الانتحار»، وحتّى رفض العلاج المساعد لإطالة فترة الحياة.
يرى بعض الأكاديميّين والفلاسفة، مثل ديفيد بينتار، أنّ البشر متفائلون أكثر من اللازم في نظرتهم إلى نوعيّة حياتهم، وفي نظرتهم إلى التوازن بين الجوانب الإيجابية والسلبيّة للحياة. ويمكن اعتبار ذلك من حيث القدرة على التحمل وغياب الوكالة فيما يتعلّق بميلاد المرء، ومن ينبغي أن يكون له السلطة لاختيار حياة أو موت هذا الفرد.
يرتبط المؤيدين لحقّ الموت، بفكرة أن جسد المرء وحياته هي من شؤونه الخاصّة، ويمكن له أن يتخلّى عنهما ويتخلّص منهما إذا رأى أنه يرغب في ذلك؛ ومع هذا يوجد جدل حول شرعيّة الانتحار غير العقلاني. كتب بيلبيل وأمسيل:
الهندوسية تتقبل حق الموت، لأولئك الذين يعانون من الأمراض المستعصية، وأولئك الذين ليس لديهم أيّ رغبةٍ بالحياة، أو أولئك الذين لا يملكون أي مسؤوليات متبقيّة؛ ويُسمح بالموت من خلال الممارسات غير العنيفة كالصيام حتى الموت من الجوع. الديانة الجاينية، لديها ممارسة مماثلة تدعى (Santhara). وجهات النظر الدينيّة الأخرى حول الانتحار، تختلف في درجات عدم التسامح، وتشمل: منع هذه الممارسة، أو إدانة الفعل، كما في الديانة الكاثوليكيّة؛ وقد يعتبر الانتحار خطيئةً كبرى.

## الأخلاق
هناك سؤال أخلاقيّ مهم، حول ما إذا كان حق الموت يمكن أن يتّفق مع حقّ الحياة أم لا. ويقال أن الحقّ في الحياة غير قابلٍ للتصرف، ولا يمكن أن يتوافق مع حق الموت. توجد فكرة ثانية داخل أخلاقيات البيولوجيا حول ما إذا كان حقّ الموت شاملاً، أم ينطبق فقط في ظلّ ظروفٍ معيّنةٍ، مثل الأمراض المستعصية. كما ذُكر أن الحق بالحياة ليس مرادفاً لـ «الالتزام بالعيش». من وجهة النظر هذه، يمكن أن يتوافق حقّ الموت مع حقّ الحياة.
فعلى سبيل المثال، وجدت محكمة في ولاية مونتانا الأمريكيّة أن الحقّ بالموت ينطبق على الأشخاص الذين يعانون من حالات طبيّة بالفعل تهدّد حياتهم. في المقابل، يقول المدافع عن الانتحار (لودفيج مينيللي)، والخبير في القتل الرحيم (شون واشر)، وأستاذ أخلاقيات الطبّ الحيوي (جايكوب إم. أبيل)، أنّ جميع الأشخاص يستحقون أن ينهوا حياتهم. اقترح أبيل أن الحق بالموت، هو اختبار للحريّة العامّة لمجتمع معيّن.
يسمح قانون تقرير المصير لعام 1991م الصادر عن الكونغرس الأمريكيّ بناءً على طلب الذراع الماليّة لبرنامج ميديكير (Medicare) للمرضى المسنّين/ المساعدين الطبيّين (وجميع المرضى ضمناً)؛ بإعادة توجيه مسبق لما يرغبون بالقيام به بالنسبة لحياتهم لمن يثقون به. سواء كانوا يرغبون برفض العلاجات التي تطيل العمر، أو غيرها من الأمور.
حق الرغبة في التقرير عن الحياة يطرح تساؤلات حول تعريف نوعية الحياة وقدسية الحياة. يزعم أنصار حق الموت أن حق العيش ليس مرادفًا لالتزام بالعيش، وبالتالي يجب أن يكون لدينا أيضًا حق الموت.
ومع ذلك، تثير بعض المواقف الأخلاقية تساؤلات حول ما إذا كان بإمكان حق الموت أن يتواجد جنبًا إلى جنب مع حق الحياة. يُشدد البعض على أن حق الحياة لا يمكن التنازل عنه وأنه لا يمكن أن يتواجد مع حق الموت.
إن حق الموت يتم تأييده أو رفضه بحجج عديدة. ومن بين الحجج المؤيدة ما يلي:
- إذا كان لنا الحق في الحياة، فمن حقنا أن نموت.

- الموت عملية طبيعية وجزء من الحياة، فلا ينبغي أن تكون هناك قوانين تمنع الإنسان من إنهائه.

- ما يفعله شخص ما في نهاية حياته لا ينبغي أن يكون من شأن أي شخص آخر.

- إذا تم تنظيم القتل الرحيم أو الانتحار بمساعدة طبية بشكل صارم، فسوف نمنع البحث عن طرق بديلة، والتي قد لا تكون قانونية.

الحجج ضد تشمل:
- إذا مُنح هذا الحق، حتى في ظروف محددة، فمن الممكن أن يتسع ويكون له عواقب ضارة. وهذا يمكن أن يؤدي إلى الضغط على الناس لإنهاء حياتهم، وهو أمر غير أخلاقي أخلاقيا وطبيا.

- سوف نرمي الناس بعيدًا لأننا نعتقد أنهم لم يعودوا قادرين على أن يكونوا جزءًا من المجتمع.

- سينخفض توفير الرعاية التلطيفية حيث يمكن للمرضى المصابين بأمراض ميؤوس من شفائها ممارسة حقهم في الموت.

## حسب البلدان

### كندا
في آب في عام 2011م، طُلب من القاضي في المحكمة العليا الكولومبيّة البريطانيّة تسريع دعوى قضائيّة تخصّ موضوع الحق بالموت، حتّى يتسنّى لغلوريا تايلور أن تحصل على مساعدة طبيبها من أجل الانتحار، بعد أن عانت من مرض لو جيريج. ماتت تايلور بسبب عدوى في عام 2012م.
في 6 شباط، 2015م؛ قضت المحكمة العليا في كندا بعدم تجريم المساعدة الطبية للأشخاص الذين يرغبون بالانتحار إلا أن الأمر لم يكن دستورياً في ذلك الوقت. يحدّ حكم المحكمة من حالات الانتحار بمساعدة طبيب بسبب ضرورة «كون الشخص الذي يرغب بالانتحار، شخص بالغ، ومؤهّل، ويوافق بشكل صريح على إنهاء حياته، وضرورة وجود حالة طبيّة خطيرة لا يمكن معالجتها، والتي تسبب للشخص معاناة دائمة لا يمكن تحمّلها». تم تعليق الحكم على هذا القرار لمدّة 12 شهراً، من أجل السماح للبرلمان الكندي بصياغة قانونٍ دستوريّ جديد ليحل محل القانون الحالي.
يتضمن قرار المحكمة أنه يجب أن تكون هناك قيود صارمة «تتم مراقبتها بدقّة». وهذا يتطلّب أن يتم استكمال شهادة الوفاة من قبل طبيب فحص مستقل، وليس الطبيب الذي يساعد على الانتحار، لضمان دقّة الإبلاغ عن سبب الوفاة.
وذكرت الجمعيّة الطبيّة الكنديّة (CMA) أنّه ليس كل الأطباء على استعداد لمساعدة المريض لكي يموت. ومع ذلك، كان الاعتقاد في أواخر عام 2015م هو عدم اضطرار أي طبيب للقيام بذلك.
في 17 حزيران، 2016م؛ أُقرّت تشريعات مجلس البرلمان الكندي وحصلت على الموافقة للسماح بالقتل الرحيم داخل كندا.

### كولومبيا
في 20 أيّار، 1997م؛ رفضت المحكمة الدستوريّة لكولومبيا تجريم القتل الرحيم للمرضى الذين يعانون من أمراض قاسية، مشيرة إلى أنه «لا يمكن تحميل الطبيب مسؤولية، لمساعدته مريض مصاب بمرض لا يمكن شفاءه، على الانتحار». وحثّ الكونغرس على تنظيم القتل الرحيم بأسرع وقت ممكن.
في 15 كانون الأول، 2014م؛ منحت المحكمة الدستوريّة، وزارة الصحّة والحماية الاجتماعيّة، 30 يوماً لنشر المبادئ التوجيهيّة لقطاع الرعاية الصحيّة لاستخدامها لضمان حقوق المرضى الذين لا يمكن علاج أمراضهم، ومنحهم الحق بالموت بكرامة.

### هولندا
قامت هولندا بتشريع القتل الرحيم الاختياريّ في عام 2001م، وهي واحدة من الدول القليلة في العالم التي قامت بذلك منذ ذلك الوقت. بموجب القانون الهولنديّ الحالي، يعتبر القتل الرحيم من قبل الأطبّاء أمراً قانونيّاً فقط في حالات معاناة المرضى الميؤوس من حالتهم. وهذا يعني عمليّاً أن الموت الرحيم يقتصر على أولئك الذين يعانون من حالات طبية خطيرة (بما في ذلك الأمراض العقليّة). مساعدة شخص ما على الانتحار دون تلبية مؤهلات قانون القتل الرحيم الهولندي الحالي هو أمر غير قانونيّ. هذه المعايير تتعلّق بطلب المريض، ومعاناته، والمعلومات المقدّمة للمريض من قبل الأطباء، وغياب البدائل المعقولة، والتشاور مع طبيب آخر، واختيار طريقة الموت.
في شباط، 2010م؛ طالبت مبادرة المواطنين «نفاذ الإرادة الحرة»، بأن جميع الأشخاص الهولنديين الذين تزيد أعمارهم عن 70 عاماً، والذين يشعرون بالتعب من الحياة، يجب أن يكون لديهم الحق في الحصول على المساعدة الطبيّة اللازمة لإنهاء حياتهم إن أرادوا ذلك. ولكن لم توافق الحكومة على هذه المطالب.

### نيوزيلاندا
القتل الرحيم في نيوزيلاندا، غير قانونيّ. في عام 2015م، قامت المحامية التي تعاني من السرطان «ليكريتيا سيلز» برفع دعوى للمحكمة العليا النيوزيلانديّة من أجل الطعن في القانون النيوزيلانديّ، بهدف تشريع القتل الرحيم في نيوزيلاندا.

### الولايات المتحدّة الأمريكيّة
تم تفسير مصطلح القتل الرحيم بعدّة طرق، بما في ذلك استعماله للتعبير عن قضايا الانتحار، والقتل الرحيم السلبي، والقتل الرحيم النشط، والقتل الرحيم بمساعدة طبيب، والانتحار بمساعدة طبيب. في عام 1997م استمعت المحكمة العليا في الولايات المتحدة الأمريكية إلى طعنين يقضيان بأن قوانين نيويورك وواشنطن التي جعلت مساعدة الطبيب لمرضاه على الانتحار جناية، تنتهك التعديل الرابع عشر. رأت المحكمة أنه لا يوجد أي حق دستوري في مساعدة الطبيب لمريضه على الانتحار وحظرت الدولة القتل الرحيم بشكلٍ كاملٍ.
أصدرت ولاية أوريغون وواشنطن وفيرمونت وكاليفورنيا وكولورادو، تشريعاتٍ في الأعوام 1994م و2008م و213م و2015م و2016م على التسلسل، والتي وفّرت بروتوكولاً يسمح للطبيب بمساعدة مريضه على القيام بالانتحار. يسمح القانون في هذه الحالات للمرضى المصابين بأمراض قاتلة، بالبحث عن أدويةٍ قاتلةٍ بمساعدة أطبّائهم. في عام 2009م، حكمت المحكمة العليا في مونتانا بأن لا شيء في قانون الولاية يحظر الانتحار بمساعدة الطبيب، بل على العكس فهو بوفر الحماية القانونيّة للأطباء في حال قيامهم بكتابة وصفة طبيّة للأدوية القاتلة بناءً على طلب المريض. في ولاية كاليفورنيا، وقّع الحاكم على مشروع قانون يقر حق الانتحار بمساعدة طبيب في عام 2015م، ولكنّه لم يكن ساري المفعول حتى عام 2016م.
في أوائل عام 2014م، قرر قاضي محكمة نيو مكسيكو الثانية، أن المرضى المصابين بأمراضٍ قاتلةٍ، لديهم الحق في الحصول على مساعدة من أجل الانتحار، وجعل وصف الطبيب لمريضه أدوية قاتلة بناءً على طلب المريض، أمراً قانونيّاً.

### الهند
منذ عام 2018م، قامت المحكمة العليا في الهند بإضفاء الشرعيّة على القتل الرحيم السلبيّ في الهند، بشرط الحصول على موافقة المريض، أو الأقارب؛ وذلك في حال كان المريض مصاب بمرضٍ غير قابلٍ للشفاء، أو في حال كان المريض في حالة غيبوبة.